# Aarifi Paxá
Aarifi Paxá foi um grande nome do Estado Otomano. Nasceu em Constantinopla em 1819, e faleceu nesta cidade em 1895. Foi embaixador em Viena de Áustria em 1873, ministro da instrução pública em 1874, ministro da justiça em 1874, presidente do senado em 1876 ministro dos negócios estrangeiros de 1882 a 1884. 
No ministério de Kiamil Paxá em 1885 desempenhou as funções de ministro dos negócios estrangeiros. 
Foi demitido em 1891, tendo sido nomeado, em Novembro de 1896 ministro sem pasta; Aarifi Paxá era homem de carácter afável, afeto às ideias liberais. Era considerado por muitos também um sábio e um poeta.